# Olhufushi
Olhufushi is een van de onbewoonde eilanden van het Thaa-atol behorende tot de Maldiven.